# Преображенский храм (Старый Спас)
Преображенский Храм погоста Старый Спас (Староспасская церковь, Преображенская церковь на Дебле) — приходской православный храм в городском округе Чехов, в деревне Легчищево рядом с селом Новый Быт. Относится к Чеховскому благочинию Подольской епархии Русской православной церкви.
Один из старейших храмов Лопасненского края, основанный не позднее XIV века. Современное здание построено в 1780 году. При храме имеется кладбище.

## Расположение

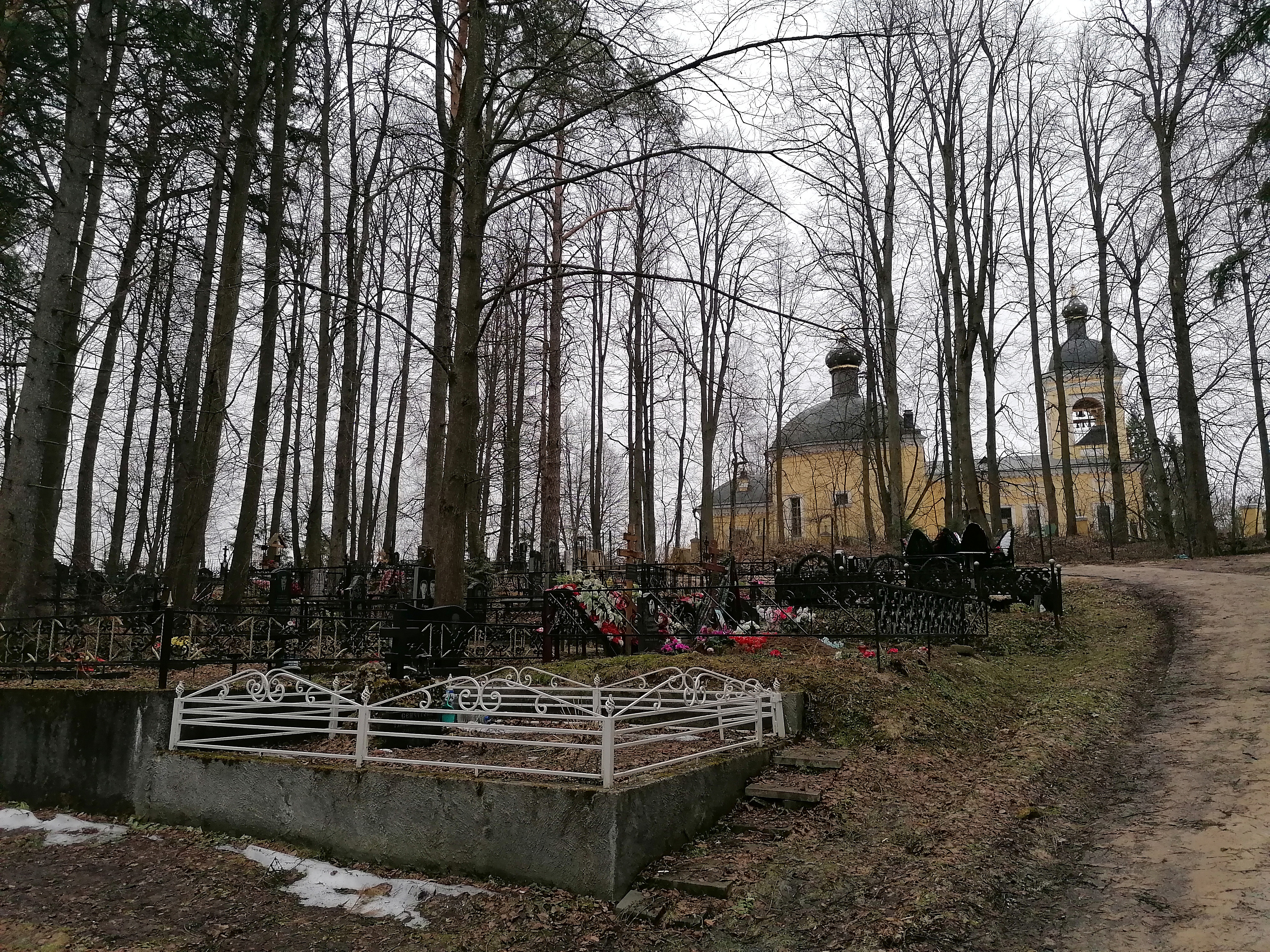
Вид на храм с северного склона Староспасского холма, сквозь расположенное на нём клабдище

Храм расположен на пологом холме, стоящем на правом берегу реки Лопасня, которая огибает его с севера. Относится к деревне Легчищево (адрес д. Легчищево, тер. Старый Спас , д. 1), но в отдалении от её жилой застройки. Чуть дальше находятся деревни Карьково, Баранцево, Пронино, Перхурово. Ближайший крупный населённый пункт — село Новый Быт. На северной части холма расположено кладбище. Храмовый холм со всех сторон окружён множественными коттеджными посёлками и садовыми товариществами.

## История

### XIII—XIV века — основание храма в селе Бовыкина
Земли, на которых сегодня стоит Преображенский храм, были  заселены ещё во времена неолита 3-5 тыс. лет назад. В начале второго тысячелетия там жили вятичи, которые до XII—XIII веков придерживались языческих верований. Первые христианские храмы строились на месте языческих капищ, и, скорее всего, первая деревянная церковь Преображенского храма была построена на одном из таких мест.
Первые письменные упоминания селений Лопасненского края, рядом с которыми сейчас расположен храм, относятся к XIV веку. Например, село «Тележское» (ныне Талеж) упоминается в духовной грамоте Великого князя Московского Ивана Даниловича Калиты, составленной в 1328 году. А в 1401 году впервые упоминается село (то есть населенный пункт с действующим церковным приходом) Бовыкина — в духовной грамоте Владимира Храброго, а именно, в перечне земель, которые должна была унаследовать его жена — Елена.
Первое название храма в селе Бовыкино встречается в финансовых бумагах Патриаршего приказа за 1627—1628 года:

7136 год (1627-1628гг.)…церковь Преображения Спасова, что в Дебли, по окладу дани 5 алтын 4 денги, по наказу гривна—   РГАДА. Ф. 1209. Оп. 1. Д. 9809. Л. 454, 454об (Поместный приказ).
Помимо села Бовыкина к приходу церкви в то время относились три деревни: деревня Голыгина (сейчас Голыгино), деревня Пешкова (Пешково), деревня Матюхина (Красные Орлы).

### 1650-е года — образование погоста Старый Спас
В период 1646—1675 годов большинство жителей села переселились на другой берег реки Лопасня, и новое место своего проживания стали называть деревня Бавыкино, а прежнее место, на котором осталась церковь и несколько дворов, в том числе двор священнослужителя, стали называть «Староспасским селом» или «Староспасским погостом».
Название «Старый Спас», «Староспасская церковь» связано с тем, что в первой четверти XVII века в соседнем селе Левчищеве (сейчас Легчищево) была воздвигнута (а точнее перенесена из монастыря Вознесенская Давидова пустынь) ещё одна Спасо-Преображенская церковь, которая стала называться (и до сих пор называется) «Новоспасская» церковь, а старая церковь на Дебле стала называться «Староспасская».
Название «на Дебле» происходит от древнего общеславянского слова «дебел», означающего «матёрый, материковый, кряж, природный холм, плотный, массивный, большой, высокий, здоровый, прочный, крепкий». Например, в Сербии есть Дебела Гора, в Боснии и Хорватии поселения Дебело Брдо, Дебела Меда и другие. Скорее всего, этим именем, ещё в языческое время, назывался холм, на котором позднее был построен Преображенский храм. До переноса села Бовыкина на другой берег Лопасни в документах оно также называлось «село Бовыкина, что на Дебели на реке на Лопасне». Позднее, после того как на прежнем месте остался только храм, Бавыкино стало называться деревней «на реке Лопасне», но не «на Дебле».

### 1650—1780 года — время деревянных церквей
В XIV—XVII веках средний срок службы деревянных церквей в климатических условиях Лопасненского края составлял 85 лет. По истечении этого срока старый храм разбирался «по ветхости» и на его месте строился новый. Документами зафиксировано несколько дат, когда перестраивался Преображенский храм:
1. 2 августа 1680 года производился досмотр церквей и церковных земель по указу Патриарха, который проводил князь Иван Шелешпальский. По результату осмотра было зафиксировано, что строение церкви было новым[8][9].
2. В 1708 году по именному указу Петра I большая часть дворцовой Хатунской волости была пожалована в вечное пользование соратнику царя князю Григорию Федоровичу Долгорукову, который, после возвращения в Россию из Польши в 1722 году построил новую деревянную церковь на Старом Спасе взамен к тому времени обветшавшей[10].

### 1780-е года — строительство каменного храма и алтарной часовни

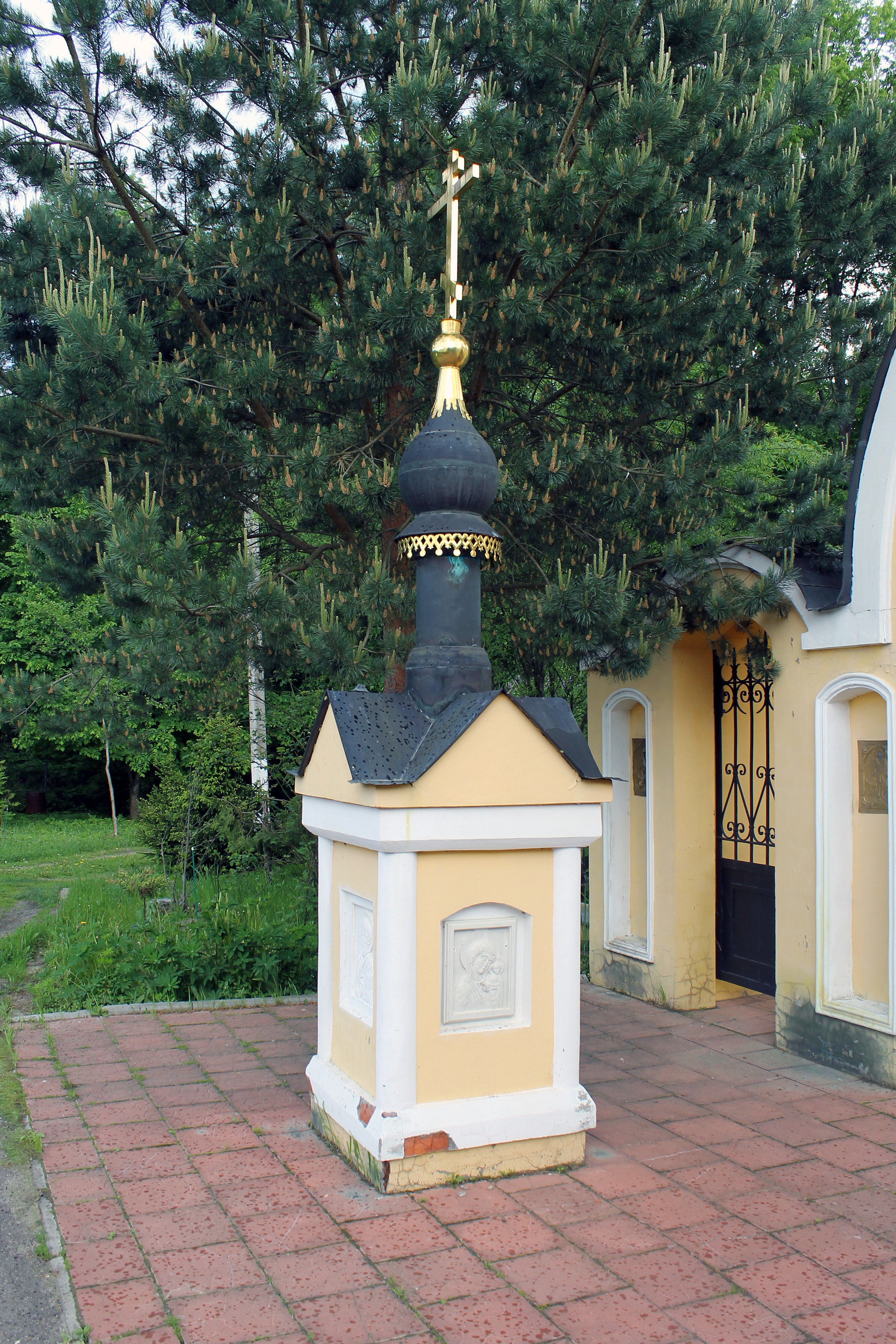
Часовенный столб, построенный на месте алтаря снесенной старой деревянной церкви в 1780-х годах

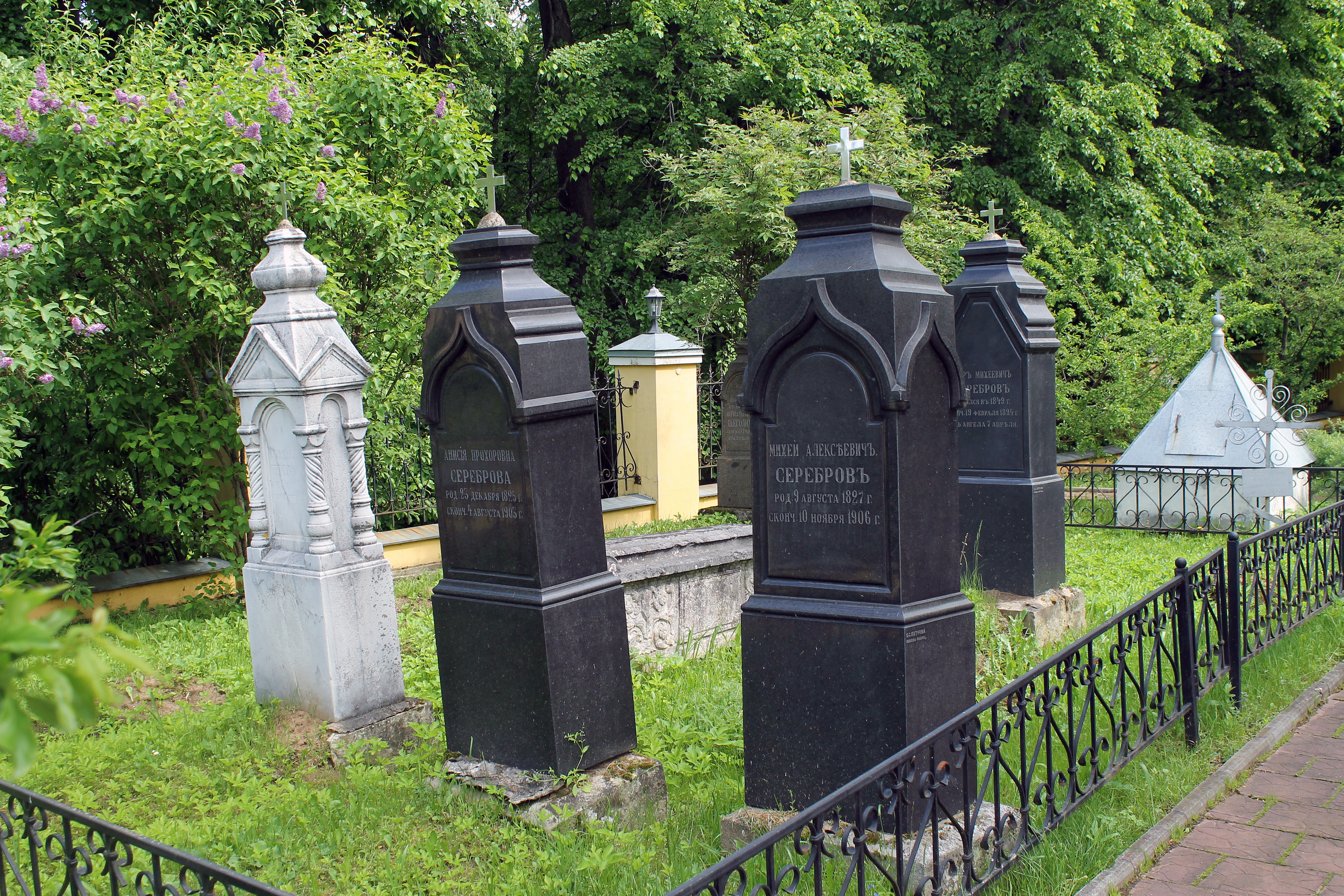
Некрополь семьи Серебровых

В результате неудачных дворцовых интриг князя Долгорукова императрица Анна Иоановна лишила его владений в Хатунской волости, а в 1770-х годах императрицей Екатериной II эти земли были подарены графу Алексею Григорьевичу Орлову, который, в свою очередь, поделился ими со своими братьями Владимиром и Фёдором. Алексей Орлов владел Староспасским погостом до 1781 года, Владимир с 1782 по 1788 года, а Фёдор с 1796 года. Разные источники приводят разные даты строительства каменного храма, но все они упоминают Владимира Орлова как его основателя, таким образом, наиболее вероятное время постройки каменного храма — вторая половина 1780-х годов.
После строительства каменного храма старая деревянная церковь была снесена, а на месте её бывшего алтаря был построен часовенный столб, который сейчас находится за оградой церкви напротив главных храмовых ворот.

### XIX век
В XIX веке храм существовал на пожертвования состоятельных крестьян села Бавыкино. В ограде церкви находится некрополь семьи Серебровых и их родственников Щеголихиных. Серебровы владели шелковой фабрикой в Москве. В дореволюционное время при храме работала церковно-приходская школа, где обучались дети ближайших деревень.
Количество прихожан храма в XIX веке превышало 1,5 тыс. человек.
В период 1849—1865 годов шла реконструкция храма на деньги Надежды Владимировны Беклемишевой. В частности, были расширены и подняты окна, обновлена роспись стен и сделан новый иконостас.

### Советское время
В 1925 году в храме осталось 136 прихожан. После революции и всё советское время церковь, одна из немногих, никогда не закрывалась, хотя властями предпринимались попытки это сделать. Несмотря на это с 1918 по 1922 года в одном из зданий Староспасского погоста размещалось почтовое отделение, которое затем было переведено в близлежащую Вознесенскую Давидову пустынь. Затем с 1922 по 1934 года в этом здании размещалась Бавыкинская начальная школа, которую посещали около 70 учеников из деревень Бавыкино и Карьково. Так как Староспасский погост отделён от этих деревень рекой Лопасней, а капитального моста через реку тогда не было, то во время осенних и весенних паводков в школу было попасть невозможно. В 1934 году школа была переведена в деревню Бавыкино в новое здание.
В 1930 году была произведена попытка прекратить деятельность церкви в виду накопившегося долга по налоговому сбору, но жители окрестных деревень за подписью 487 человек сделали коллективное обращение к властям с требованием уменьшить налоговый сбор и заново открыть церковную общину, и в этом же году состоялась перерегистрация церковной общины. Несмотря на это деятельность церкви была сильно затруднена, что соответствовало тогдашней политике большевиков довести до закрытия церковные приходы экономическими и бюрократическими мерами.
Документальных свидетельств о деятельности церкви в послевоенное советское время осталось крайне мало, не сохранены даже точные даты служения настоятелей. Известно, что в 1960-х годах церковь заново хотели закрыть, но её отстоял внучатый племянник А. П. Чехова — художник С. С. Чехов.

### Восстановление храма в постсоветское время

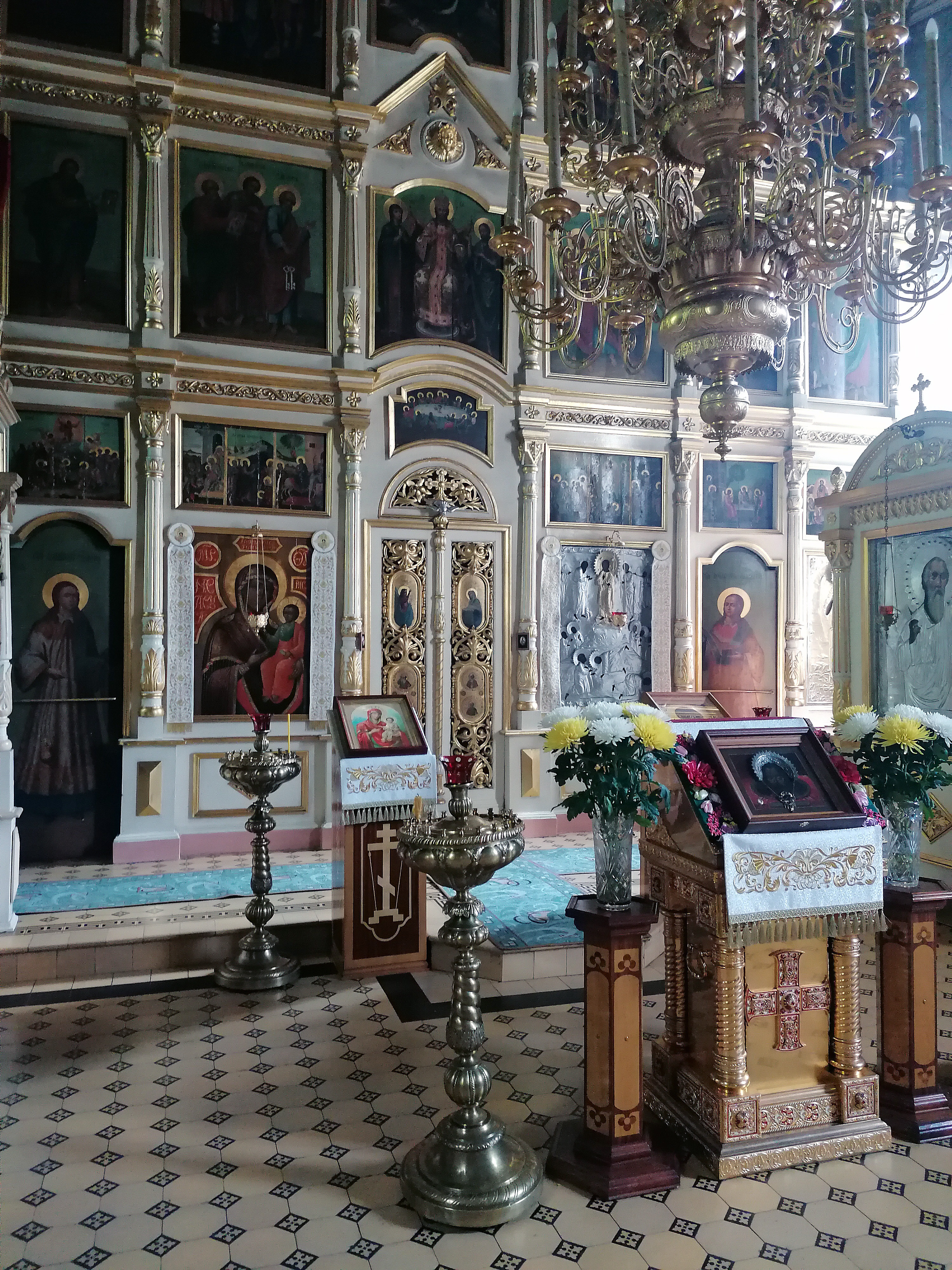
Отреставрированный иконостас центрального придела XVIII века

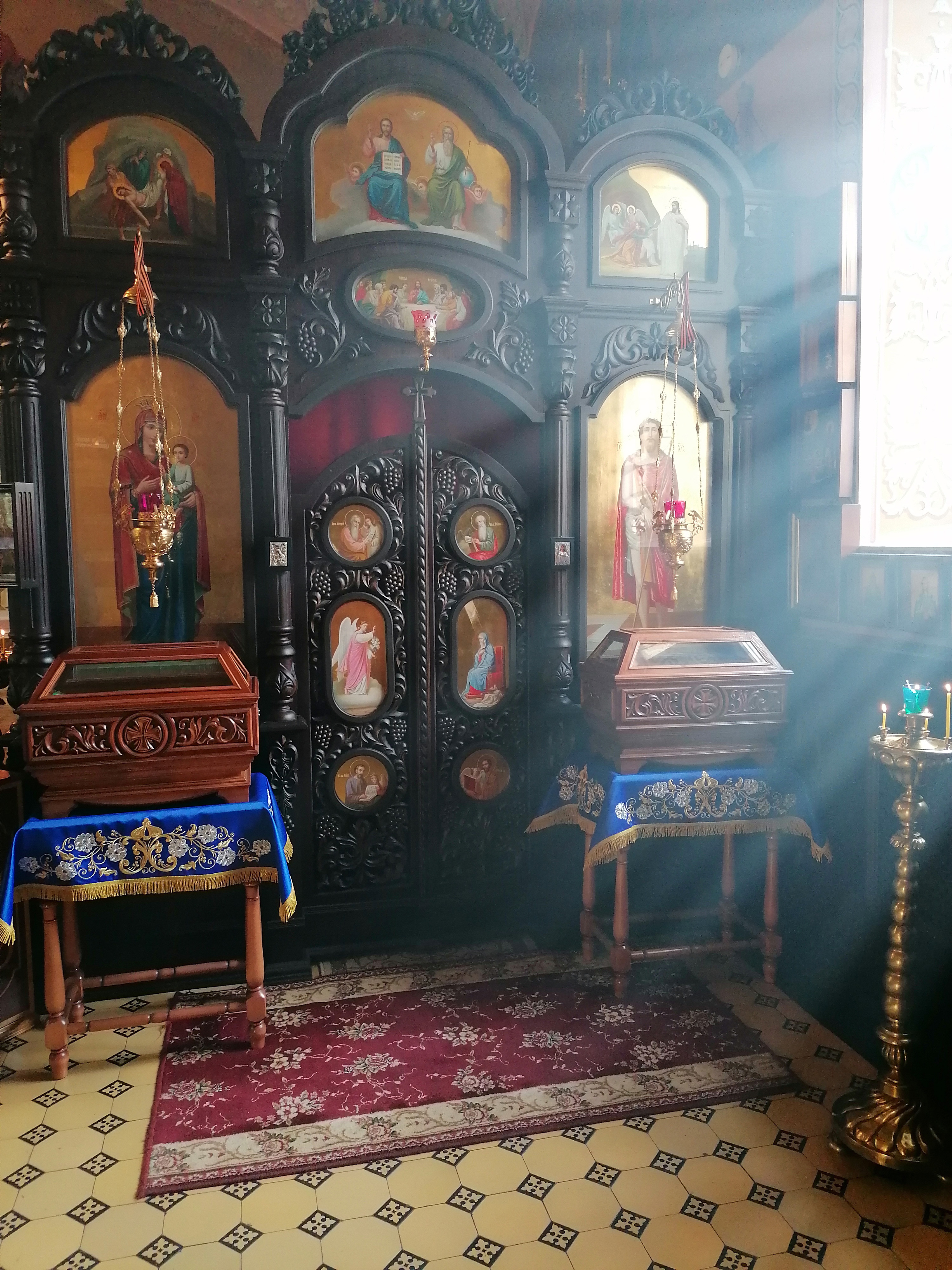
Иконостас георгиевского придела

В советское время здание храма сильно пострадало: обветшал купол, проржавела крыша, осыпалась штукатурка со стен, прогнил иконостас, большинство икон пострадало от сырости и плесени.
В 2002 году церковь Преображения Господня была передана в качестве подворья Свято-Вознесенской Давидовой пустыни. Настоятелем храма стал игумен Давид (Владислав Юрьевич Яковлев), бывший клирик монастыря. Под его руководством храм начал восстанавливаться — была капитально перестроена церковная ограда и главный вход, установлено внешнее освещение. Территория вокруг храма была облагорожена, уложены пешеходные дорожки. Полностью была сбита штукатурка со стен храма, стены были выровнены и отштукатурены заново, а затем покрашены в горчичный цвет. Внутри храма было вызолочено старинное паникадило, установлены золочёные светильники, заменены прогнившие окна. Настенная живопись не подлежала восстановлению и поэтому храм был расписан сызнова. Были восстановлены крыша и купола, отремонтирован церковный дом. Службы на время проведения работ не останавливались, но проходили не в центральном, а в Георгиевском приделе храма.
В 2005 году произошло убийство настоятеля Вознесенской Давидовой пустыни архимандрита Германа (Хапугина). Финансирование реставрационных работ приостановилось и средства на продолжение работ собирались от дохода со служб и треб. В этом же году 13 октября Церковь Преображения Господня на Старом Спасе вновь стала самостоятельным приходом.
Со временем на деньги пожертвователей был расписан придел Георгия Победоносца, установлены новые купола, пожертвованные звонарём Олегом Владимировичем Кузнецовым, приобретён новый иконостас, расписана центральная часть храма. К 2017 году храм был почти полностью восстановлен и 25 ноября 2017 года было проведено праздничное богослужение с участием правящего архиерея — митрополита Крутицкого и Коломенского Ювеналия.

## Архитектура храма
Церковь представляет собой кирпичный восьмигранный храм с алтарём, небольшой трапезной и колокольней, построенный в барочном стиле. Имеет два придела — центральный придел освящен в честь Преображения Господня, малый придел в трапезной — в честь Великомученика и Победоносца Георгия.

## Настоятели храма

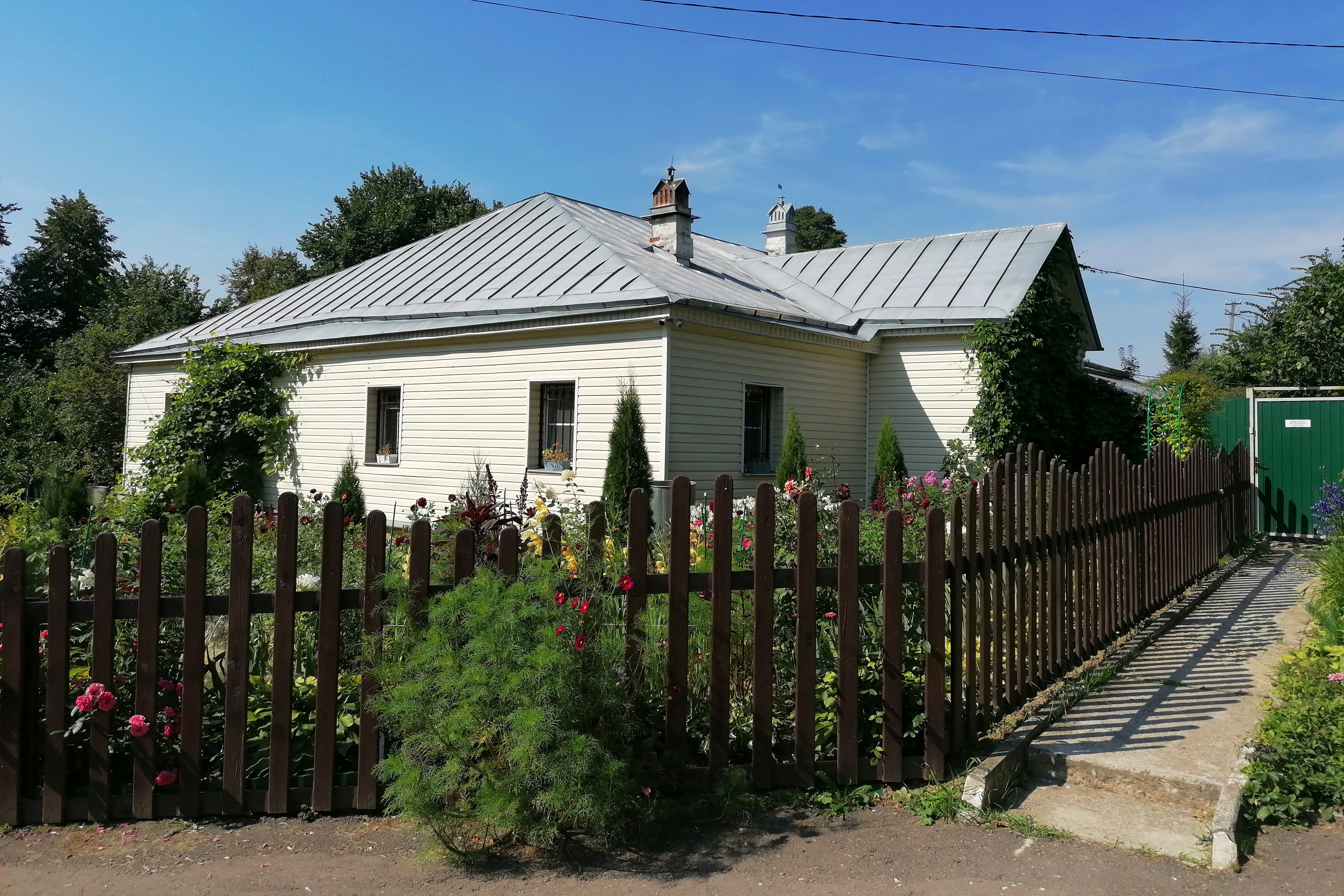
Храмовый дом

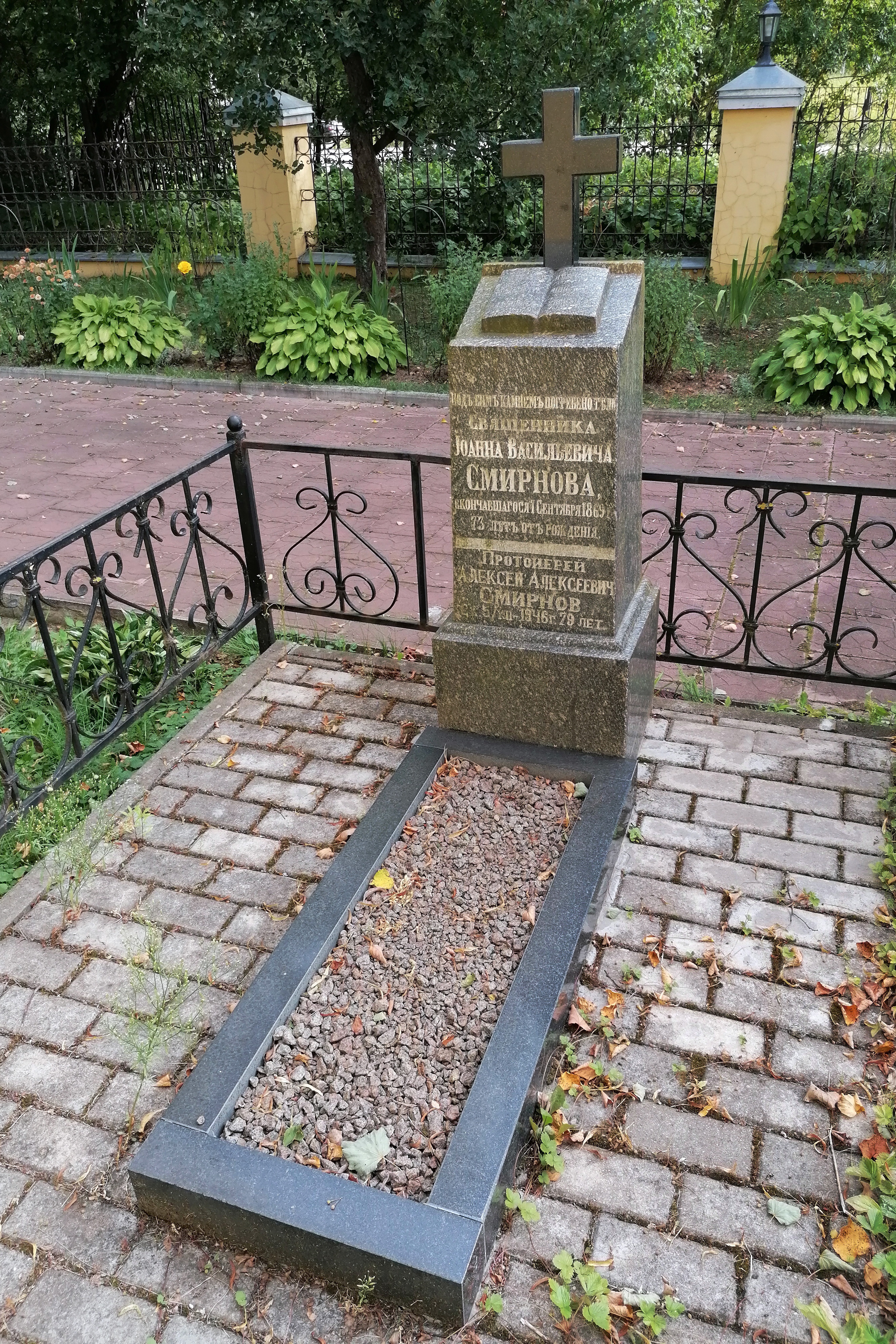
Двойная могила настоятелей Иоанна Васильевича Смирнова и Алексея Алексеевича Смирнова

С начала фиксации письменных данных с именами настоятелей и до середины XIX века священники Преображенского храма передавали свою должность от отца к сыну, либо от старшего брата к младшему. При этом дома священнослужителей находились в непосредственной близости от храма. Помимо семьи настоятеля при храме жили заштатные и сиротствующие члены прошлых причтов, а также находились дворы бобылей.
| Даты служения         | Имя |
| --------------------- | --- |
| ? — 1646 — ?          | Иван Григорьев сын                                                                                     |
| ? — 1675 — ?          | Иван Иванов сын, его сын поп Ларион служил в том же храме, его сын Ивашка служил в том же храме дьяком |
| ? — 1680 — ?          | Ларион Иванов сын                                                                                      |
| ? — 1704 — ?          | Григорий Иванов сын                                                                                    |
| ? — 1709 — ?          | Тимофей Симеонов сын, также служил поп Семион Иванов сын, его дети дьяк Семен и Андрей                 |
| ? — 1741—1788 — ?     | Варфоломей Тимофеев сын                                                                                |
| ? — 1794 — ?          | Симеон Фёдоров                                                                                         |
| ? — 1800 — ?          | Андрей Иванов                                                                                          |
| 1828 — 1863           | Иоанн Васильев сын Смирнов                                                                             |
| 1863 — 1876           | Николай Филипов сын Некрасов                                                                           |
| 1877 — 1881           | Владимир Любимов                                                                                       |
| 1882 — 1893           | Иоанн Успенский                                                                                        |
| 1894 — 1904           | Алексей Дмитриев Дмитриевский                                                                          |
| 1 августа 1904—1929   | протоиерей Михаил Семёнович Серединский                                                                |
| 1930 — ?              | Николай Сергеевич Розанов                                                                              |
| ? — 1946              | протоиерей Алексей Смирнов                                                                             |
| ? — 1984              | протоиерей Кирилл Евгеньевич Рыбин                                                                     |
| 1984 — 4 октября 2002 | игумен Иоанн (Фирсов Николай Иванович)                                                                 |
| 4 октября 2002 — н.в. | игумен Давид (Яковлев Владислав Юрьевич)                                                               |

## Упоминания в произведениях искусства
Поле перед Преображенским храмом Староспасского погоста стало место происхождения событий, описанных в рассказе А.П. Чехова «Студент», бывшего самым любимым рассказом самого Чехова. Главный герой рассказа — Иван Великопольский, студент духовной академии, сын дьячка, являлся жителем Староспасского погоста.

## Комментарии
1. ↑  В документах до середины XIX века фамилии священнослужителей и крестьян, как правило, не записывались

## Список источников
1. 1 2  Кобяков, 2020, с. 464.
2. ↑  Контактная информация. Преображенский Храм погоста Старый Спас. Дата обращения: 27 июля 2022. Архивировано 27 июля 2022 года.
3. ↑  Прокин, Соловьев, Макаров, 1967, Южные границы Московии, с. 4.
4. 1 2 3 4 5 6 7  Кобяков, 2020, с. 466.
5. 1 2 3  Кобяков, 2020, с. 465.
6. 1 2 3  Кобяков, 2020, с. 467.
7. ↑  Кобяков, 2015, История в дереве и камне, с. 245—250.
8. ↑  Кобяков, 2015, с. 468.
9. ↑  
  РГАДА. Ф. 235. Оп. 1. Д. 2797. Л. 4.
10. ↑  Кобяков, 2020, с. 470.
11. 1 2  Кобяков, 2020, с. 471.
12. ↑  Виктор Файбисович. Жалованная грамота Екатерины II: Как императрица наградила графа Алексея Орлова за победу над турецким флотом в знаменитом Чесменском сражении // "Родина" : журнал. — 2016. — 29 декабря. Архивировано 5 июля 2022 года.
13. 1 2 3  Кобяков, 2020, с. 474.
14. 1 2  Статья о храме Преображения Господня на Старом Спасе. Преображенский Храм погоста Старый Спас (2011). Дата обращения: 14 мая 2022. Архивировано 14 мая 2022 года.
15. 1 2 3 4 5 6 7  Кобяков, 2020, с. 480.
16. ↑  Кобяков, 2020, с. 481.
17. 1 2  Кобяков, 2020, с. 484.
18. ↑  Чеховский архив, ф. 29, арх. № 78, оп.3, л.66
19. 1 2 3 4  Кобяков, 2020, с. 485.
20. ↑  О Храме. Преображенский Храм погоста Старый Спас. Дата обращения: 13 мая 2022. Архивировано 28 апреля 2022 года.
21. 1 2  Пэнэжко, 2008, с. 77.
22. ↑  Игумен Давид (Яковлев). Чеховское благочиние Подольской епархии Московской митрополии Русской Православной Церкви. Дата обращения: 28 июля 2022. Архивировано 28 июля 2022 года.
23. 1 2  Кобяков, 2020, с. 488.
24. ↑  Кобяков, 2020, с. 489.
25. ↑  Кобяков, 2020, с. 490.
26. ↑  Церковь Преображения Господня в Старом Спасе. Электронное периодическое издание «Храмы России». Дата обращения: 29 июля 2022. Архивировано 17 сентября 2021 года.
27. ↑  Статья о храме Преображения Господня на Старом Спасе. Преображенский Храм погоста Старый Спас (28 июля 2011). Дата обращения: 28 июля 2022. Архивировано 14 мая 2022 года.
28. 1 2  Пэнэжко, 2008, с. 76.
29. 1 2 3  Холмогоровы (7), 1889, с. 114.
30. ↑  Метрические книги Фонд 203 Опись 745 Ед.хр. 854. Главархив Москвы 67.
31. ↑  Метрические книги Фонд 203 Опись 745 Ед.хр. 918. Главархив Москвы 181.
32. ↑  Кобяков, 2020, с. 486.
33. ↑  Авдеева, 2019, с. 34.